# Grete Kahn
Grete Kahn   (Eschwege, 27 d'agost de 1880 - Camp de concentració de Trawniki, 28 de març de 1942) va ser una matemàtica alemanya, víctima del Holocaust.
Grete Kahn era filla d'Albert Kahn (1853–1905), industrial d'Eschwege propietari d'una fàbrica de franel·la i de la seva esposa Johanne Plaut (1857-1882). Tenia un germà gran Otto (nascut el 1879). Cinc anys després de la mort prematura de la seva mare Johanne, el seu pare es va tornar a casar amb la seva germana petita Julie Plaut (1860-1934), amb qui va tenir una filla, la mitja germana de Margaret, Martha (nascuda el 1888). La família era d'origen jueu.
Després d'haver assistit a l'escola primària des de 1887 i a l'Escola Superior de Noies de 1889 a 1896, Kahn va rebre classes particulars fins al 1904 per preparar-se per al Abitur (títol equivalent al batxillerat), perquè aleshores existien poques escoles secundàries per a noies a Hessen (Alemanya.. El 1904 va obtenir el permís per fer l'examen d'Abitur al Königliches Gymnasium de Bad Hersfeld. Així va formar part de la petita elit de noies que a Alemanya, al començament del segle xx, van tenir permís per fer l'examen de l'Abitur en escoles de nois.
Kahn i la seva amiga Klara Löbenstein van ser les primeres dones que van assistir a les universitats de Berlín i Göttingen com a estudiants oients. A més, Kahn va assistir a classes i seminaris de matemàtiques a la Universitat Tècnica de Berlín. Les dues van estudiar matemàtiques, física i propedèutica a Berlín i Göttingen. Kahn va especialitzar-se en geometria algebraica i juntament amb Löbenstein van fer una contribució al setzè dels famosos vint-i-tres problemes de Hilbert, que es referia a la topologia de corbes algebraiques en el pla projectiu complex; ambdues van desenvolupar mètodes per poder abordar aquest problema.
Kahn es va doctorar el 1909 amb una tesi dirigida per David Hilbert titulada Eine allgemeine Methode zur Untersuchung der Gestalten algebraischer Kurven (Un mètode general per investigar les formes de les corbes algebraiques). Va ser una de les primeres dones alemanyes a rebre un doctorat en matemàtiques.
Kahn no podia fer una carrera professional acadèmica perquè abans del 1920, a les dones no els estava permès rebre l'habilitació docent universitària. Per tant, va decidir dedicar-se a l'ensenyament com a professora d'escola secundària i, des de l'octubre de 1912 en que va obtenir una plaça al sistema escolar prussià, va treballar com a professora en escoles d'ensenyament secundari a Katowice, a Dortmund i, des de 1929, a Berlín.
El 1933 van obligar-la a ensenyar en una altra escola a Berlín, però encara va poder seguir treballant com a ensenyant perquè s'hi dedicava des d'abans de la Primera Guerra Mundial. Tanmateix, a partir de l'1 de gener de 1936 va ser expulsada de la docència. A diferència d'altres persones jueves va ser obligada a treballar com a obrera a la fàbrica de cadenes de transmissió Nordland Schneeketten fins que, el 28 de març de 1942, va ser deportada al camp de concentració de Trawniki (Polònia) juntament amb a seva germana Martha. Atès que des d'aleshores no se n'ha sabut res més, se la considera assassinada pels nazis en aquesta data. Algunes fonts diuen que la deportació va ser al Gueto de Piaski, però el resultat de desaparició és el mateix.

## Reconeixements

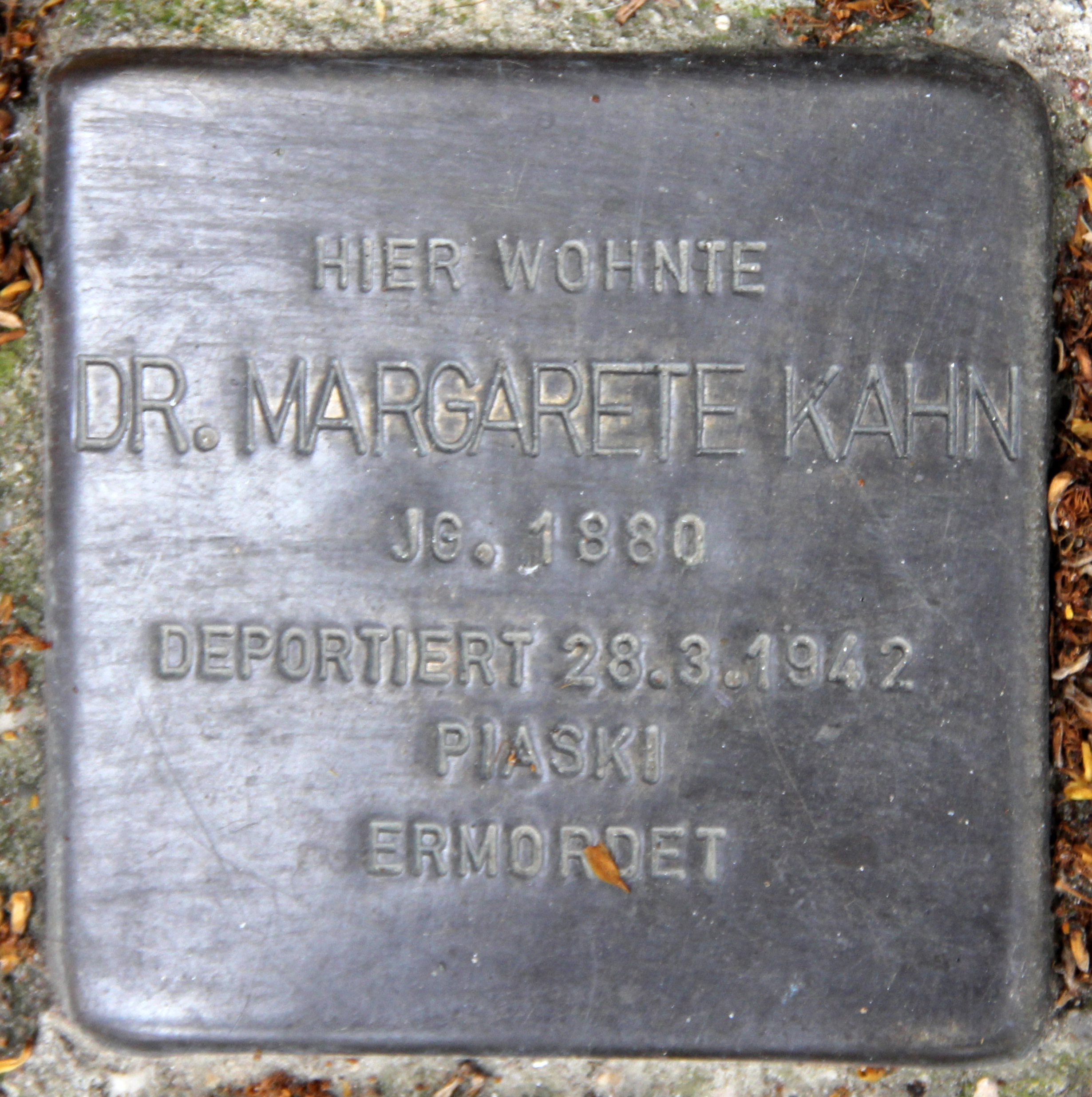
Llamborda de memòria (Stolperstein) en record de Margarethe Kahn

En record de Margarethe Kahn, el 13 de setembre de 2008 es va col·locar una llamborda de memòria (Stolperstein) davant del número 127 de Rudolstädter Straße a Wilmersdorf, que és on estava empadronada quan es va fer el cens de 1939. El 26 de maig de 2010 se'n va posar una altra davant de la casa familiar d'Eschwege, on el 2017 també es va posar una placa commemorativa.
L'any 2013 es va posar el seu nom a un carrer de Leverkusen.